# Joaquín Criado Costa
Joaquín Criado Costa (San Sebastián de los Ballesteros, Córdoba, 19 de septiembre de 1942) es un historiador, crítico literario, profesor y poeta español, 

## Datos biográficos
Estudió el bachillerato en el colegio La Salle de la capital cordobesa y se licenció y obtuvo el doctorado en filología románica, con la calificación de sobresaliente "cum laude", en la Universidad Complutense de Madrid, ciudad en la que vivió doce años. Al mismo tiempo terminaba los estudios de Maestro de Primera Enseñanza, de Graduado Social y de Perito Mercantil. Comenzó a ejercer la docencia como profesor de lengua y literatura españolas, de cursos de español para extranjeros y de cursos de formación y perfeccionamiento del profesorado, en Madrid, pasando después a ejercerla en Córdoba, donde reside desde 1968. Es coautor, prologuista, presentador y/o coordinador de más de cincuenta libros y autor de unos 250 artículos científicos o de prensa.
Cronista oficial de San Sebastián de los Ballesteros y de Villanueva de Córdoba, fundó (y presidió durante 20 años) la Asociación Provincial Cordobesa de Cronistas Oficiales. Fue asimismo presidente, por un período de 12 años, la Real Asociación Española de Cronistas Oficiales. Pertenece a una veintena de Academias o Reales Academias (nacionales o extranjeras), entre ellas la Real Academia de Doctores de España, la Real Academia de Córdoba (de la que ocupa el cargo de Director), la Real Academia de la Historia o la Academia Norteamericana de la Lengua Española; y a otras tantas sociedades científicas y culturales de todo el mundo. Ha obtenido numerosos premios y distinciones.
Fue pieza fundamental en la creación del Instituto de Academias de Andalucía, del que es secretario general desde sus primeros momentos (1981). Patrono de varias fundaciones culturales así como director de la Fundación PRASA, es además socio fundador del Ateneo de Córdoba y Ateneista de Honor.

## Publicaciones
- Vida y creación poética de Antonio Fernández Grilo (1975).
- Exposición bibliográfica. Catálogo (1976).
- El amor en cuatro místicos españoles (1976).
- La Dulcinea de Don Quijote (1977).
- Poética cordobesa (1977).
- El episodio de Clavileño (1977).
- El poeta Grilo (1977).
- Las "Endechas judeoespañolas" y Manuel Alvar (1978).
- Sobre la primera parte de "Camino de perfección" (1978).
- Estudio de los americanismos en "Duelo de Caballeros" de Ciro Alegría (1978).
- Bibliografía de la Didáctica de la Lengua Española (1978).
- Actas del II Congreso de Academias de Andalucía (1982).
- Primeros versos (1985).
- Flor Jaenera (1987).
- Azul de Ángeles (1987).
- Pregón de las fiestas de verano 1988 de San Sebastián de los Ballesteros (1988).
- Las ermitas de Córdoba (1993).
- El Instituto de Academias de Andalucía, un reto y una realidad (1990).
- Pregón albaicinero (1994).
- Estudios de Dialectología Andaluza: El habla de San Sebastián de los Ballesteros (1994).
- Cuatro años de Historia del Instituto de Academias de Andalucía (1995)
- Historia del Premodernismo andaluz (1996).
- El Instituto de Reales Academias de Andalucía de 1995 a 1999 (2000).
- Miembro del consejo de dirección de la obra Los andaluces del siglo XX y responsable de redacción del apartado de Literatura con los escritores Francisco Carrasco y Miguel Ángel Toledano.